# Frederik Lodewijk van Württemberg

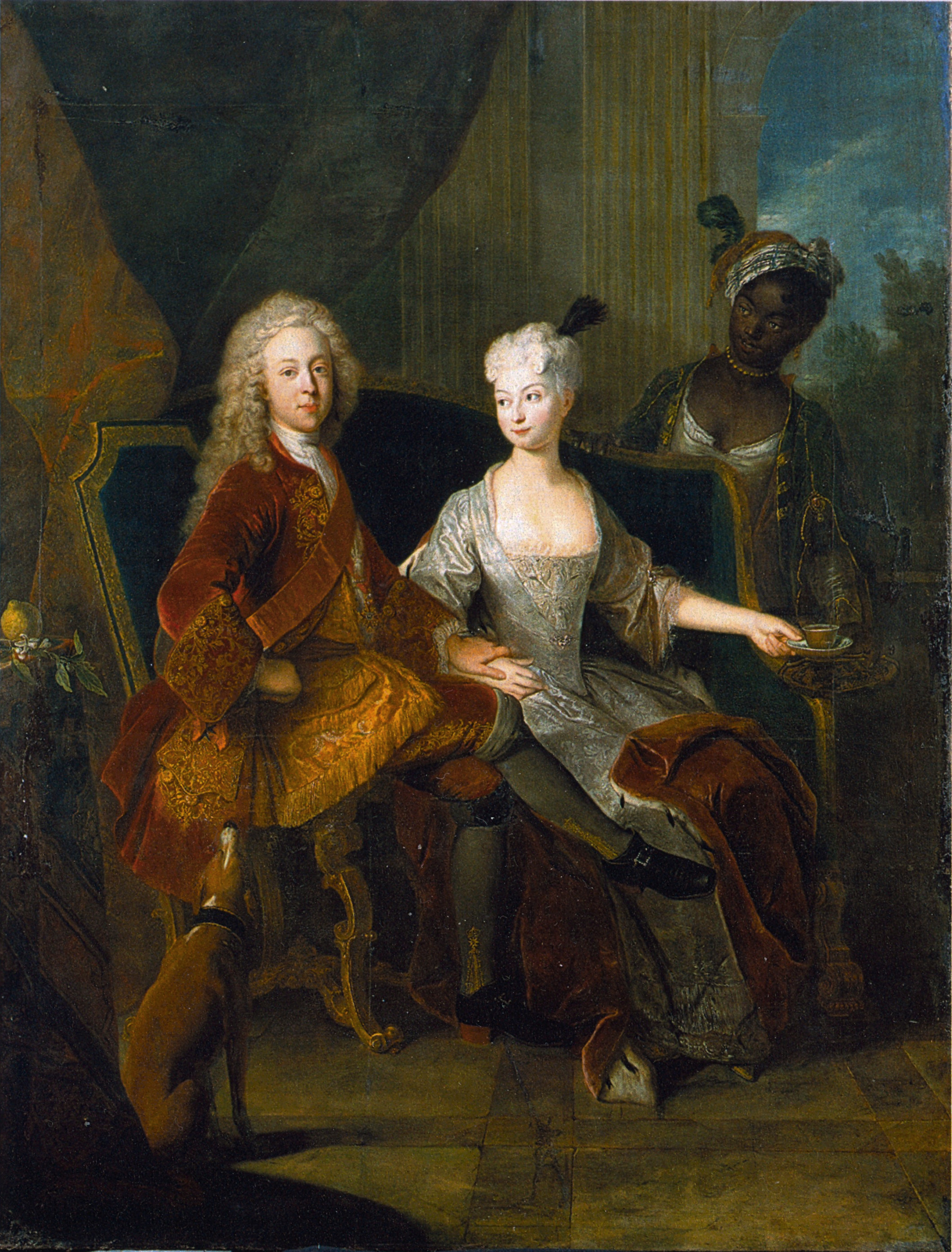
Erfprins Frederik Lodewijk van Württemberg met zijn echtgenote (ca. 1716).

Frederik Lodewijk van Württemberg (Stuttgart, 14 december 1698 - Ludwigsburg, 23 november 1731) was een erfprins van het hertogdom Württemberg. 
Frederik Lodewijk werd geboren als eerste en enige zoon van hertog Everhard Lodewijk van Württemberg en Johanna Elisabeth van Baden, dochter van markgraaf  Frederik VII van Baden-Durlach. Hij trouwde zelf op 8 december 1716 te Berlijn met Henriëtte Marie, de dochter van markgraaf Filips Willem van Brandenburg-Schwedt. Uit dit huwelijk werden twee kinderen geboren: 
- Everhard Frederik (Ludwigsburg 4 augustus 1718 - Stuttgart 18 februari 1719)
- Louise Frederike (Stuttgart 3 februari 1722 - Hamburg 2 augustus 1791) trouwde met hertog Frederik II van Mecklenburg-Schwerin.

Omdat zijn vader hem overleefde kwam Frederik Lodewijk niet op de hertogelijke troon van Württemberg.